# 엘더 스크롤 V: 스카이림
《엘더 스크롤 V: 스카이림》(The Elder Scrolls V: Skyrim)은 베데스다 게임 스튜디오가 개발하고 베데스다 소프트웍스가 발매한 액션 롤플레잉 오픈 월드 비디오 게임이다. 액션 롤플레잉 비디오 게임 시리즈 《엘더 스크롤》의 다섯 번째 작품으로, 《엘더 스크롤 4: 오블리비언》의 후속작이다. 《스카이림》은 2011년 11월 11일에 마이크로소프트 윈도우, 엑스박스 360, 플레이스테이션 3용으로 전 세계 동시 출시되었다.
《스카이림》의 주요 줄거리는 세상을 멸망시킨다는 예언 속 드래곤 알두인을 물리치는 임무를 맡은 플레이어 캐릭터 드래곤본을 중심으로 전개된다. 게임의 배경은 《오블리비언》에서 200년의 시간이 흐른 탐리엘의 최북단 지방 스카이림이다. 게임이 진행되는 동안 플레이어는 퀘스트를 완료하고 스킬을 향상시켜 캐릭터를 성장시킬 수 있다. 《엘더 스크롤》 시리즈의 높은 자유도는 《스카이림》에도 이어진다. 플레이어는 세상을 언제나 어디든 마음대로 탐험할 수 있고, 메인 퀘스트를 제한없이 늦추거나 무시할 수 있다.
《스카이림》은 이 게임에 맞추어 다시 만들어진 크리에이션 엔진을 사용하여 개발되었다. 게임 디렉터이자 총괄 프로듀서 토드 하워드는 비교를 통해 오블리비언의 시로딜 제국 지방이 흥미가 떨어진다고 생각하였고, 개발진은 이전보다 독특하고 다양한 오픈 월드를 개발하고자 하였다. 《스카이림》은 발매와 동시에 비평가들의 찬사를 받았으며, 캐릭터의 발전과 설정에 호평을 받으며 역대 최고의 비디오 게임 중 하나가 되었다. 그럼에도 주로 근접 전투와 수많은 기술적 문제에 대해서는 비판을 받았다. 게임은 발매 첫 주 동안 소매업체를 통해 700만 개 이상이 팔렸으며, 2016년 11월까지 모든 플랫폼에서 3000만 개 이상이 판매되며 역사상 가장 많이 팔린 비디오 게임 중 하나가 되었다.
2013년 6월에는 다운로드 가능 컨텐츠(DLC) 애드온인 《던가드》와 《허스파이어》, 《드래곤본》 세 종류를 《엘더 스크롤 V: 스카이림 - 레전더리 에디션》으로 리패키지하여 발매하였다. 2016년 10월에는 게임의 리마스터 버전인 《엘더 스크롤 V: 스카이림 - 스페셜 에디션》을 윈도와 엑스박스 원, 플레이스테이션 4용으로 출시하였다. 이 제품에는 세 가지 DLC 모두와 그래픽 업그레이드가 포함되어 있으며, 콘솔의 모딩 기능과 같은 추가 요소도 들어갔다. 닌텐도 스위치와 플레이스테이션 VR용 에디션은 2017년 11월 출시되었으며, 윈도용의 독립형 VR 버전은 2018년 4월 발매하였다. 이 버전들은 리마스터판을 기반으로 하지만 스위치 버전의 그래픽 업그레이드는 하드웨어 능력을 고려해 상대적으로 조절되었으며 모딩 기능은 포함되지 않았다.

## 게임플레이
《엘더 스크롤 V: 스카이림》은 1인칭 또는 3인칭 시점으로 즐길 수 있는 판타지 액션 롤플레잉 게임이다. 플레이어는 스칸디나비아를 모티브로 한 광활한 오픈 월드 환경인 스카이림 대륙을 자유롭게 탐험할 수 있으며, 이 세계는 황야, 던전, 동굴, 도시, 마을, 요새, 마을 등으로 구성되어 있다. 플레이어는 말을 타거나 도시 마구간에서 교통수단을 이용하거나, 이전에 발견한 장소로 즉시 이동할 수 있는 빠른 이동 시스템을 활용하여 게임 세계를 더욱 신속하게 탐험할 수 있다.
게임을 시작할 때 플레이어는 캐릭터의 성별과 종족을 선택하는데, 종족의 경우 인간과 엘프, 오크 등 판타지 종족을 포함한 10가지 선택지가 있다. 플레이어는 캐릭터의 외모를 선택할 수 있으며, 게임 내 메커니즘을 통해 나중에 외모를 변경할 수 있어 반드시 영구적이지는 않다. 캐릭터는 세 가지 주요 속성을 가지고 있다. 체력은 캐릭터가 죽기 전까지 버틸 수 있는 피해량을, 마력은 주문을 시전하는 데 소모되는 양을, 지구력은 강력한 '파워 어택'이나 질주를 할 수 있는 정도를 나타낸다. 각 속성이 최대치 이하로 떨어지면 화면에 상태 바가 나타난다. 속성은 시간이 지나면서 회복되며, 물약을 마시거나 회복 주문을 시전하거나 다양한 마법부여를 통해 더 빠르게 회복할 수 있다. 캐릭터는 기술을 레벨업하면서 간접적으로 경험치를 얻는다. 18개의 기술은 전투, 마법, 은신의 세 가지 계열에 균등하게 나뉘어 있다. 각 기술은 고유한 경험치 바를 가지고 있으며, 캐릭터가 해당 기술과 관련된 행동을 수행하면 경험치 바가 증가한다. 예를 들어, 단검을 제작하면 대장장이 기술이 올라가고, 활로 피해를 입히면 궁술 기술이 상승한다. 기술의 경험치 바가 가득 차면 해당 기술의 레벨이 올라가고 경험치 바가 초기화된다. 충분한 수의 기술이 레벨업하면 캐릭터의 레벨이 올라가며, 이를 통해 플레이어는 세 가지 속성 중 하나의 최대치를 증가시키고 특성 포인트를 얻을 수 있다. 특성 포인트는 특정 기술의 특성에 즉시 사용하거나 나중을 위해 저장할 수 있다.
논플레이어 캐릭터(NPC)들이 세계 곳곳에 살고 있다. 플레이어는 이들과 대화를 나누거나(이를 통해 새로운 퀘스트나 지도상의 위치를 알 수 있다), 정해진 NPC와 결혼하거나, 치명적이거나 비치명적인 전투를 벌일 수 있다. 시리즈의 이전 작품들과 마찬가지로, 특정 인물을 죽이면 일부 퀘스트나 아이템을 얻을 수 없게 된다. 스토리에 필수적인 특정 NPC들은 플레이어가 죽일 수 없으며 어떤 강도의 공격에도 살아남는다. 살인이나 절도와 같은 범죄를 저지르면 목격자가 있을 경우 플레이어에게 현상금이 붙어 경비병과 대치하게 된다. 범죄의 심각성 등 여러 요인에 따라, 플레이어는 감옥에 가거나, 경비병에게 뇌물을 주거나, 목격자를 설득하여 잊게 하거나, 특정 영지의 영주임을 선언하여(이 경우 경비병이 플레이어를 사면한다) 경비병을 '진정시키거나' 목격자를 죽여 입을 막을 수 있다.
NPC들은 자주 플레이어에게 서브 퀘스트를 제공하며, 일부는 근처의 미탐험 지역을 기반으로 매개변수가 조정된다. 플레이어와 친구가 되거나 고용된 일부 NPC들은 동료가 되어 플레이어와 동행하며 전투를 도울 수 있다. 일부 인물들은 동료로 얻기 위해 플레이어가 완료해야 하는 퀘스트를 가지고 있다. 플레이어는 암살자 집단인 다크 브라더후드와 같은 NPC 조직인 세력에 가입할 수 있다. 각 세력은 진행할 수 있는 관련 퀘스트 라인을 가지고 있다.
전투에서 플레이어의 효율성은 무기, 방어구, 마법부여(이는 구매하거나, 용기에서 발견하거나, 시체에서 약탈하거나, 훔치거나 제작할 수 있다)의 사용과 마법 주문의 사용에 달려있다. 마찬가지로 주문은 주문서를 통해 습득할 수 있으며, 구매하거나 훔치거나 발견할 수 있다. 무기, 방패, 마법은 각각 한 손에 할당되어 양손 사용이 가능하며, 즐겨찾기 아이템의 빠른 접근 메뉴를 통해 교체할 수 있다. 일부 무기와 주문은 양손을 필요로 한다. 방패는 적의 공격을 막아내고 받는 피해를 줄이는 데 사용하거나 공격적으로 밀어내기 공격을 하는 데 사용할 수 있다. 둔기류, 도검류, 도끼류 무기는 근접 전투에 사용할 수 있으며 각각 특정한 장점과 역할이 있다. 파워 어택은 지구력을 소모하여 일시적으로 적을 기절시키거나 비틀거리게 만들고 더 큰 피해를 준다. 주문은 전투 중(예: 적에게 피해를 주거나 혼란시키기, 시체를 되살리거나 다른 존재를 소환하기, 플레이어의 체력이나 지구력 회복)과 전투 외(예: 목표물로 가는 길 보여주기, 어두운 방 밝히기, 철을 은으로 변환하기)에 여러 기능을 한다. 활은 원거리 전투에 사용되며 근접 전투에서 적을 밀어내는 데도 사용할 수 있다. 플레이어는 은신 모드에 들어가 소매치기를 하거나 방심한 적에게 강력한 기습 공격을 가할 수 있다.
게임 세계를 탐험하다 보면 플레이어는 야생 동물을 만날 수 있다. 늑대나 곰과 같은 황야의 많은 생물들은 플레이어에게 즉시 적대적인 태도를 보이는 반면, 다른 종들은 온순하여 도망간다.  다른 게임에서도 용이 자주 언급되긴 했으나 《스카이림》은 게임의 황야에 용을 포함한 최초의 《엘더 스크롤》 시리즈이다. 다른 생물들처럼 용들도 세계에 무작위로 생성되며 NPC, 생물, 플레이어와 전투를 벌인다. 일부 용들은 근처의 도시와 마을을 공격하기도 한다. 플레이어 캐릭터는 용의 영혼을 흡수하여 "포효" 또는 "투움"이라 불리는 강력한 주문을 사용할 수 있다. 각 포효는 용의 언어(용언)로 된 세 단어를 포함하며, 포효의 강도는 말한 단어의 수에 따라 달라진다. 일부 포효의 단어는 던전이나 황야에 있는 "단어의 벽"을 방문하여 배울 수 있으며, 다른 단어들은 여러 캐릭터들에게 배울 수 있다. 각 포효의 단어는 죽인 용의 흡수된 영혼을 소모하여 사용할 수 있게 된다. 재생성 기간은 게임플레이에서 플레이어의 포효 사용을 제한한다.

## 시놉시스

### 설정
《엘더 스크롤 V: 스카이림》은 《엘더 스크롤 IV: 오블리비언》의 사건이 일어난 지 200년 후를 배경으로 하지만, 직접적인 후속작은 아니다. 스카이림은 탐리엘 대륙 북부에 위치한 춥고 험준한 산악 지역이다. 이곳은 전통적으로 9개의 행정구역인 '홀드'로 나뉘어 있으며, 각 홀드는 큰 도시에 있는 야를이 다스린다. 이러한 정착지 중에서도 솔리튜드, 윈드헬름, 마르카스, 리프튼, 화이트런은 규모가 더 크고 영향력이 강하다. 스카이림의 지형 곳곳에는 요새와 야영지, 폐허가 산재해 있는데, 이 중 일부는 지금은 사라진 종족인 드웨머, 즉 드워프들이 건설한 것이다. 인간 종족 중 하나인 노드족은 스카이림을 자신들의 고향으로 여기지만, 다른 종족들 역시 스카이림에 살고 있다.
스카이림은 탐리엘 대부분을 아우르는 거대한 제국의 한 지방이다. 최근 제국은 자신들이 인간보다 우월한 종족이라고 믿는 엘프족의 알드메리 도미니언과 전쟁을 치렀다. 대전쟁으로 알려진 이 분쟁은 제국의 수도에서 벌어진 치열한 전투 끝에 군사적 교착 상태로 마무리되었으나, 크게 약해진 제국은 굴욕적인 평화 조약인 화이트-골드 협정에 서명할 수밖에 없었다.
탐리엘의 대부분 지역에서는 8명의 신을 모시는 만신전을 믿지만, 스카이림의 노드족은 9번째 신인 탈로스를 숭배하는 것이 익숙하다. 탈로스는 제국을 세운 노드족 장군으로, 신격화된 존재다. 하지만 알드메리 도미니언을 이끄는 비관용적인 탈모어 분파는 인간이 어떤 엘프보다도 위대해졌다는 의미를 내포하는 이러한 관념을 거부한다. 이들은 협정에 제국 내에서 탈로스 숭배를 금지하는 조항을 포함시켰다. 윈드헬름의 야를인 울프릭 스톰클록은 이러한 조건에 부분적으로 동기를 부여받아 제국의 통치에 대항하는 반란을 일으켰고, 홀드들은 두 세력 사이에서 대략 균등하게 나뉘어졌다.
먼 과거에는 용들이 탐리엘의 광대한 영토를 지배했다. 이들의 패권은 세 명의 인간 전사가 용들의 지배자인 알두인을 엘더 스크롤이라는 강력하고 신비한 유물을 사용해 미래로 던져버리면서 무너졌다. 《스카이림》이 시작될 무렵, 마지막 용이자 현자인 파르투르낙스의 생존은 그레이비어드라고 불리는 수도승 집단이 지키는 비밀이었다. 스카이림에서 가장 높은 산인 월드의 목구멍 꼭대기에 있는 수도원에서 그레이비어드들은 '포효'라고 불리는 강력한 용의 주문을 다루는 수행법인 목소리의 길에 일생을 바친다. 드물게 '드래곤본'이라 불리는 전사들은 죽은 용의 영혼을 흡수함으로써 직관적으로 포효를 배울 수 있는 능력을 가지고 있다. 고대의 예언에 따르면 알두인이 세상을 집어삼키기 위해 돌아올 것이며, '마지막 드래곤본'이 그를 물리칠 것이라고 한다.

### 캐릭터
주인공은 드래곤본으로, 대개 그렇게 불린다. 드래곤본은 10개 종족 중 하나를 선택할 수 있으며 남성이나 여성이 될 수 있다. 10개 종족은 각각 특정 기술에 대한 보너스 외에도 자신만의 고유한 능력을 가지고 있다. 예를 들어 노드족은 처음부터 여러 전투 기술에 보너스를 받으며, 짧은 시간 동안 적을 위협할 수 있는 능력을 지니고 있다. 플레이어는 한 번에 한 명의 NPC를 동료로 영입할 수 있는데, 이 동료는 드래곤본과 함께 여행하고 전투를 할 수 있다. 기본 게임에서는 45명의 동료를 구할 수 있으며, 다운로드 가능한 확장팩을 통해 13명이 추가된다.
《스카이림》의 주요 스토리에서 중요한 비중을 차지하는 NPC들은 동료들과 주요 적대자인 알두인을 제외하고도 여럿이 있다. 스카이림 중심부에 있는 마을의 야를인 화이트런의 발그루프, 그레이비어드의 지도자인 안게이르, 드래곤본을 돕기로 맹세한 전사 집단이지만 대전쟁 이후 거의 전멸한 블레이드의 마지막 생존자인 델핀과 에스번, 그리고 마지막 생존 용이자 그레이비어드의 대수장인 파르투르낙스가 있다. 또한 제국 군단과 스톰클록을 각각 지휘하는 장군 툴리우스와 울프릭도 주목할 만하다. 게임을 진행하는 동안 드래곤본은 내전에서 승리를 거두기 위해 어느 한쪽에 가담하여 도울 수 있다. 드래곤본이 가입할 수 있는 다른 세력으로는 고귀한 전사 집단인 컴패니언, 신비한 기예와 마법을 연구하는 기관인 윈터홀드 대학, 어려운 시기를 겪고 있는 도적 연맹인 도둑 길드, 암살자들의 조직인 다크 브라더후드가 있다.

### 줄거리
제국군은 울프릭 스톰클록을 체포하고 처형을 준비하는데, 전투에 휘말려 반군으로 오인받은 플레이어도 함께 처형당할 위기에 처한다. 플레이어가 처형당하기 직전, 알두인이 나타나 제국군 전초기지를 공격하면서 플레이어는 구출된다. 플레이어는 탈출한 뒤 화이트런의 야를 발그루프에게 용의 습격을 경고한다. 또 다른 용이 습격해 왔다가 죽자 용의 영혼이 플레이어 캐릭터에게 흡수되고, 이를 본 근처의 경비병들은 플레이어를 "드래곤본"이라 부른다. 그레이비어드는 드래곤본을 월드의 목구멍으로 소환하고, 드래곤본은 그곳에서 목소리의 길 수련을 시작한다.
델핀은 수련 임무 중이던 드래곤본을 가로채 솔리튜드에 있는 탈모어 대사관에 잠입하도록 주선한다. 그는 용들의 습격이 탈모어의 소행이라고 의심했지만 이는 잘못된 것이었다. 대사관에서 이들은 알두인의 귀환 예언에 집착하는 블레이드의 지식인 에스번이 리프튼에 숨어 살아있다는 사실을 알게 된다. 드래곤본은 탈모어 요원들로부터 에스번을 구출한다. 에스번은 이들을 고대 블레이드 사원으로 인도하고 알두인의 이전 패배를 묘사한 거대한 조각을 보여준다. 에스번은 고대 노드족이 알두인의 비행 능력을 무력화하고 약점을 드러내게 만드는 특별한 포효를 사용했다는 것을 해독해낸다.
드래곤렌드라고 불리는 이 포효는 목소리의 길을 위반하는 것이므로 안게이르는 알지 못한다. 안게이르는 드래곤본을 월드의 목구멍 정상에 있는 파르투르낙스에게 보낸다. 파르투르낙스는 현존하는 이들 중 드래곤렌드를 아는 자가 없다고 밝히지만, 드래곤본이 알두인이 추방된 장소인 이 정상에서 시간을 들여다봄으로써 이를 배울 수 있을 것이라 추측한다. 이를 위해 드래곤본은 거대한 지하 드웨머 도시에서 알두인을 추방할 때 사용된 엘더 스크롤을 되찾는다. 드래곤본은 정상으로 돌아와 드래곤렌드를 배운다. 알두인이 공격해 오자 드래곤본은 드래곤렌드를 사용하고 파르투르낙스와 함께 알두인을 압도하지만, 알두인은 도망친다.
드래곤본의 동료들은 화이트런에서 용을 생포하기 위한 계획을 세운다. 드래곤본은 이 위험한 작전 중에 어느 쪽도 화이트런을 점령하지 못하도록 내전의 휴전을 협상하는 것을 돕는다. 생포된 용 오다빙은 알두인이 용들을 다스릴 자격이 있는지 의문을 제기한다. 그는 알두인이 노드족의 사후 세계인 소븐가르드에서 힘을 회복하고 있으며, 그곳에서 죽은 자들의 영혼을 먹어치우고 있다고 밝힌다. 소븐가르드로 가는 관문은 걸어서 갈 수 없기 때문에, 오다빙은 자유와 맞바꾸어 드래곤본을 그곳까지 날라주기로 거래한다. 소븐가르드에 들어선 드래곤본은 본래 알두인을 물리쳤던 세 명의 영웅을 만난다. 이들의 도움으로 드래곤본은 알두인을 죽이고 스카이림으로 돌아온다.

## 개발
베데스다 게임 스튜디오는 2006년 《오블리비언》 작업을 완료한 후 《폴아웃 3》 개발에 착수했다. 이 시기에 개발진은 《엘더 스크롤》 시리즈의 다음 작품을 기획하기 시작했다. 처음부터 새로운 게임의 배경을 스카이림 지역으로 정했고, 용을 게임의 주요 소재로 채택했다. 2008년 《폴아웃 3》 출시 이후 본격적인 개발이 시작되었으며, 개발진은 《스카이림》을 《폴아웃 3》와 이전 《엘더 스크롤》 시리즈의 정신적 후속작으로 여겼다. 게임은 신진 인재와 시리즈 베테랑으로 구성된 약 100명의 팀이 개발했다. 제작은 베데스다 소프트웍스에서 출시한 여러 작품의 디렉터를 맡았던 토드 하워드가 총괄했다.

### 디자인
개발팀은 게임의 배경을 스카이림 지방으로 정하고 수작업으로 설계했다. 《오블리비언》의 배경이었던 시로딜 게임 세계와 크기는 비슷했지만, 산악 지형으로 인해 게임 공간이 확장되어 비교적 평탄했던 시로딜보다 이동이 어려워졌다. 《스카이림》의 세계를 디자인할 때 개발팀은 《오블리비언》과는 다른 접근법을 택했다. 아트 디렉터 매트 카로파노는 《스카이림》의 세계 디자인에 담긴 "서사시적 사실주의"(epic-realism)가 고전 유럽 판타지의 전형적 표현이었던 《오블리비언》과는 차별화된다고 평했다. 하워드는 《오블리비언》이 《아레나》와 《엘더 스크롤 2: 대거폴》의 고전 판타지로 회귀하면서 독특한 문화를 가진 세계를 희생했다며, 《모로윈드》의 게임 세계가 지녔던 "발견의 경이로움"을 《스카이림》에서 재현하고 싶다는 개발팀의 바람을 표현했다. 다양성을 만들어내기 위해 개발팀은 세계를 홀드라고 하는 아홉 개의 구역으로 나누고 각 홀드가 지형학적으로 서로 다르게 느껴지도록 노력했다. 또한 개발팀은 일부 지역은 정교하고 부유하게, 다른 지역은 더 가난하고 기술 수준이 낮게 만듦으로써 NPC들의 사회경제적 배경을 반영하고자 했다.
개발팀은 게임의 열 가지 종족이 각각 독특하게 느껴지도록 노력했다. 하워드는 《스카이림》의 세계가 더 많은 인종차별적 요소를 포함하고 있기 때문에, 게임 시작 시 플레이어의 종족 선택이 이전 《엘더 스크롤》 게임들보다 더 중요한 결정이 되었다고 보았다. 하지만 그는 플레이어의 종족 선택이 게임에 큰 영향을 미치지는 않으며, 다만 NPC들이 플레이어를 대하는 태도에 "맛을 더하는" 정도이고 특정 퀘스트를 막는 수단으로 의도된 것은 아니라고 거듭 강조했다. 《스카이림》의 세계를 수작업으로 만든 듯한 느낌을 주기 위해 개발팀은 《오블리비언》에서 사용했던 자동 생성 지형 방식을 포기했다. 《오블리비언》에서는 단 한 명의 팀원이 던전 디자인을 맡았지만, 《스카이림》의 150개 던전은 8명이 설계했다. 《스카이림》에는 244개의 퀘스트, 300개 이상의 지도 표식이 있는 관심 지점, 그리고 수많은 표시되지 않은 장소가 존재한다.

### 엔진
《스카이림》은 베데스다의 크리에이션 엔진으로 구동되며, 이는 특별히 《스카이림》을 위해 《폴아웃 3》의 코드베이스에서 분기된 것이다. 《폴아웃 3》 출시 이후 개발팀은 《스카이림》을 위한 수많은 설계 목표를 수립했고, 하워드에 따르면 팀은 "그 모든 것을 달성하고도 계속 나아갔다". 7세대 비디오 게임 콘솔로 설계 목표를 달성할 수 없었다면 다음 세대를 기다렸다가 《스카이림》을 출시했을 것이지만, 하워드는 당시의 기술이 팀을 전혀 제약하지 않았다고 생각했다. 크리에이션 엔진은 베데스다의 이전 작품들에 비해 그래픽 충실도를 크게 개선했다. 예를 들어, 시야 거리가 이전 《엘더 스크롤》 게임들보다 더 멀리 렌더링된다. 하워드는 플레이어가 포크와 같은 작은 물체를 자세히 들여다보다가 산을 올려다보고 정상까지 달려갈 수 있다는 예시를 들었다. 동적 조명으로 게임 세계의 모든 구조물이나 물체가 그림자를 만들 수 있게 되었고, 크리에이션 엔진은 이전 베데스다 게임에서 스피드트리가 제공했던 것보다 더 상세한 식물 제작이 가능해졌다. 예를 들어, 베데스다의 자체 기술로 개발자들은 나뭇가지에 무게를 부여할 수 있었고, 이는 바람에 나무가 흔들리는 방식에 영향을 미친다. 또한 이 기술로 바람이 강이나 시내와 같은 수로의 물 흐름에 영향을 미칠 수 있게 되었다. 《스카이림》의 게임 세계에 눈이 많이 존재하기 때문에, 기술적 향상이 날씨 효과에 적용되어 이전 게임에서 질감 효과로 렌더링되었던 눈 대신 지형에 동적으로 눈이 내릴 수 있게 되었다.
개발팀은 캐릭터 애니메이션을 위해 하복의 비헤이비어 툴셋을 사용했는데, 이것은 걷기, 달리기, 전력 질주 동작 사이의 더 큰 유동성을 가능하게 했고, 《오블리비언》에서 비판을 받았던 3인칭 카메라 옵션의 효율성도 높였다. 이 툴셋으로 플레이어와 NPC 사이의 상호작용이 실시간으로 이루어질 수 있게 되었다. 《오블리비언》에서는 플레이어가 NPC와 상호작용할 때 시간이 멈추고 카메라가 NPC의 얼굴을 확대했다. 《스카이림》에서는 NPC가 플레이어와 대화하는 동안 움직이거나 몸짓을 할 수 있다. 게임에는 어린이가 등장하며, 비디오 게임에서 어린이와 관련된 폭력 묘사가 논란이 되기 때문에 《폴아웃 3》와 비슷하게 플레이어가 어떤 방식으로도 어린이를 해칠 수 없도록 처리되었다. 《스카이림》은 《오블리비언》을 위해 만들어진 래디언트 AI 인공지능 시스템을 사용하며, NPC가 "추가 매개변수 내에서 원하는 대로 행동"할 수 있도록 업데이트되었다. 업데이트된 시스템으로 NPC와 환경 사이의 더 큰 상호작용이 가능해졌다. NPC는 게임 세계에서 농사, 제분, 채광과 같은 작업을 수행할 수 있고 서로에게 반응할 수 있다.

### 오디오
개발팀은 이전에 《모로윈드》와 《오블리비언》 작업을 했던 제레미 술을 《스카이림》의 음악 작곡가로 고용했다. 게임의 메인 테마 "드래곤본"은 가상의 용언(龍言)으로 노래하는 30명 이상의 합창단과 함께 녹음되었다. 크리에이티브 디렉터 토드 하워드는 《스카이림》의 테마를 바바리안 합창단이 부르는 《엘더 스크롤》 테마로 구상했다. 이 아이디어가 술에게 전달되었을 때 현실이 되었는데, 그는 30명의 합창단을 녹음하고 세 개의 별도 녹음을 겹쳐 90명의 목소리 효과를 만들어냈다. 베데스다의 컨셉 아티스트 아담 아다모위치는 드래곤어를 만들었고, 게임을 위한 34자의 룬 문자도 개발했다. 그는 필요에 따라 드래곤어 어휘를 확장했다. 브루스 네스미스는 스튜디오가 "무언가를 말하고 싶을 때마다" 어휘가 추가되었다고 설명했다.
베데스다는 2011년 11월 11일 게임과 함께 4개의 오디오 CD를 출시했다. 《스카이림》의 사운드트랙은 제레미 술의 유통사인 다이렉트송을 통해 판매되었으며, 술은 다이렉트송을 통해 주문된 모든 물리적 복사본에 서명했다. 아마존 독일의 "데이 원" 예약 구매에는 다섯 곡이 수록된 《스카이림》 사운드트랙 샘플러도 포함되었다. 사운드트랙의 디지털 버전은 2013년 1월 31일 아이튠즈를 통해 출시되었다.
게임의 음성 녹음에는 70명 이상의 배우와 60,000줄이 넘는 대사가 포함되었다. 캐스팅 디렉터이자 제작 감독인 티모시 커비슨이 베데스다와 함께 오디션을 평가하고 녹음을 감독했다. 전체 출연진에는 세 명의 아카데미상 후보(막스 폰 쉬도브, 크리스토퍼 플러머, 조앤 앨런)와 마이클 호건, 블라디미르 쿨리치, 린다 카터를 포함한 여러 유명 배우들이 포함되었다.

## 마케팅과 출시
| 2011 | 본편 출시          |
| 2012 |                    |
| 2013 | 레전더리 에디션    |
| 2014 |                    |
| 2015 |                    |
| 2016 | 스페셜 에디션      |
| 2017 | 스카이림 VR        |
| 2017 | 스위치 버전        |
| 2018 | 베리 스페셜 에디션 |
| 2019 |                    |
| 2020 |                    |
| 2021 | 애니버서리 에디션  |

《스카이림》은 2010년 12월 11일 스파이크 비디오 게임 어워즈에서 발표되었다. 하워드가 시상식 무대에 등장하여 게임의 스토리를 소개하고 "11-11-11" 출시일을 공개한 발표 트레일러를 선보였다. 이 내용은 2011년 2월호 《게임 인포머》 잡지의 표지 기사였으며, 기자 매트 밀러는 15 페이지 분량의 기사를 통해 게임의 스토리와 게임플레이에 대한 첫 세부 정보를 공개했다. 2011년 6월 인터뷰에서 다운로드 가능 콘텐츠(DLC) 패키지에 대한 질문을 받았을 때, 하워드는 이전 출시작들과 마찬가지로 DLC 패키지를 출시할 의향이 있다고 밝혔다. 또한 낮은 수준의 콘텐츠를 다수 출시하는 것이 "혼란스럽다"고 느껴 《폴아웃 3》보다 더 큰 규모의 콘텐츠를 적은 횟수로 출시하는 것이 팀의 목표라고 밝혔다. 팀은 보도 자료를 통해 첫 두 개의 계획된 DLC 패키지가 PC와 플레이스테이션 3보다 한 달 앞서 엑스박스 라이브를 통해 엑스박스 360으로 출시될 것이라고 발표했다.
2011년 10월, 게임 매뉴얼의 여러 페이지가 유출되었고, 이후 도입부 영상이 유출되어 더 많은 세부사항이 드러났다. 2011년 11월 1일까지 엑스박스 360 버전의 복사본이 인터넷을 통해 유출되어, 해킹된 엑스박스 360을 가진 사람들은 출시 10일 전에 《스카이림》을 플레이할 수 있게 되었다. 네덜란드에서는 11월 7일부터 게임 구매가 가능했다. 11월 10일에는 오스트레일리아의 상점들이 11월 11일 출시일에 앞서 게임을 판매하기 시작했다.
2014년 1월 11일, 베데스다는 2K 게임즈와 제휴하여 엑스박스 360과 플레이스테이션 3에서 《스카이림》을 《바이오쇼크 인피니트》와 함께 번들로 제공했다. 이 번들은 2014년 2월 11일에 출시되었다.

### 리테일 에디션
2011년 퀘이크콘 컨퍼런스에서 팀은 《스카이림》의 "콜렉터스 에디션" 패키지를 공개했다. 게임 본편과 함께 게임 세계의 지도, 30 센티미터 크기의 알두인 피규어, 200페이지 분량의 컨셉 아트북, 그리고 《스카이림》의 제작 과정을 담은 DVD가 포함되어 있다.
게임 본편과 실물 부가 상품으로 구성된 "프리미엄 에디션" 패키지가 2012년 10월 유럽에서 출시되었다.

### 리마스터 버전
2016년 6월 4일, 베데스다는 플레이스테이션 4, 엑스박스 원, 마이크로소프트 윈도우용 리마스터 버전인 《엘더 스크롤스 V: 스카이림 - 스페셜 에디션》을 발표했다. 이 에디션은 2016년 10월 28일에 출시되었다. 스팀에서 원작과 모든 다운로드 콘텐츠를 보유한 윈도우 이용자들에게는 《스페셜 에디션》이 무료로 제공되었다. 리마스터 버전에는 업그레이드된 게임 엔진과 다수의 그래픽 개선사항, 콘솔에서의 모드 지원이 포함되어 있다. DRM이 없는 《스페셜 에디션》 버전이 2022년 9월 29일 GOG.com 플랫폼에서 출시되었다.

### 기타 버전
2016년 10월, 닌텐도 스위치의 공개 트레일러에서 해당 콘솔에서 구동되는 《스카이림》의 게임플레이가 등장했다. 당시 베데스다가 단순히 공개 트레일러를 위해 게임을 사용했을 뿐이며 닌텐도 스위치에 공식 출시될 예정은 아니라는 보도가 있었다. 2017년 1월 13일, 토드 하워드는 이 게임이 닌텐도 스위치에 출시될 것이라고 확인했는데, 이는 1991년 NES용 《나 홀로 집에》 이후 처음으로 닌텐도 가정용 콘솔 플랫폼에 출시되는 베데스다 타이틀이 되었다. 베데스다의 E3 2017 쇼케이스에서 닌텐도 스위치 버전이 아미보와 조이콘 모션 컨트롤을 지원할 것이라고 공개되었다.
E3 2017에서 베데스다는 2017년 11월 출시 예정인 플레이스테이션 VR 버전의 《스카이림》을 발표했다. 독립형 VR 포트 버전이 2018년 4월 2일 윈도우용으로 출시되어 HTC 바이브, 오큘러스 리프트, 윈도우 혼합 현실 헤드셋을 지원했다.
《스카이림》의 수많은 이식과 재출시를 패러디한 《스카이림: 베리 스페셜 에디션》이 베데스다의 E3 2018 프레스 컨퍼런스에서 아마존 알렉사용으로 출시되었으며, 에치 어 스케치, 모토로라 페이저, 삼성 스마트 냉장고용으로도 출시될 것이라고 발표되었다. 알렉사 버전은 베데스다가 실제로 개발한 정식 버전으로 밝혀졌는데, E3 2017 발표 이후 스튜디오가 《스카이림》을 가능한 모든 플랫폼에 이식한 것을 두고 나온 농담을 활용한 것이었다.

### 컴필레이션
《엘더 스크롤스 V: 스카이림 - 레전더리 에디션》이라는 컴필레이션 패키지가 2013년 6월 4일 출시되었다. 여기에는 버전 1.9 패치와 세 개의 확장팩, 그리고 본편이 포함되어 있다.
스카이림 10주년 기념의 일환으로, 또 다른 컴필레이션인 《엘더 스크롤스 V: 스카이림 - 애니버서리 에디션》이 2021년 11월 마이크로소프트 윈도우, 플레이스테이션 4, 플레이스테이션 5, 엑스박스 원, 엑스박스 시리즈 X/S용으로 출시되었다. 이 버전에는 《스페셜 에디션》의 모든 콘텐츠, 500개 이상의 크리에이션 클럽 요소들이 포함되어 있으며, 낚시와 플레이어 소유의 수족관 기능이 새롭게 추가되었다. 《애니버서리 에디션》은 2022년 9월 29일 닌텐도 스위치용으로 출시되었다. DRM이 없는 《애니버서리 에디션》 버전이 2022년 9월 29일 GOG.com 플랫폼에서 출시되었다. 또한 《애니버서리 에디션》에 추가된 콘텐츠를 포함하는 《스페셜 에디션》용 DLC 팩이 GOG에서 이용 가능해졌다.

### 관련 게임
《스카이림》이 차세대 시스템으로 이식되는 동안, 젠 스튜디오는 《베데스다 핀볼》 컬렉션의 일부로 이 게임의 가상 핀볼 각색 버전을 개발했다. 이 버전은《젠 핀볼 2》, 《핀볼 FX 2》, 《핀볼 FX 3》의 일부로 제공되었으며, iOS와 안드로이드 모바일 기기를 위한 독립형 무료 앱으로도 출시되었다. 디지털 수집형 카드 게임 《엘더 스크롤: 레전드》의 《스카이림》 테마 확장팩인 "히어로즈 오브 스카이림"이 2017년 6월 29일 출시되었다.

## 추가 콘텐츠

### 공식 확장팩
《던가드》는 《스카이림》의 첫 번째 다운로드 추가 콘텐츠로, 던가드와 볼키하르 클랜 사이의 전투를 다룬다. 던가드는 석궁을 사용하여 흡혈귀 가문인 볼키하르 클랜을 추적하는 흡혈귀 사냥꾼 집단이다. 《던가드》의 퀘스트 초반부에서 플레이어는 두 세력 중 하나를 선택하여 힘을 합쳐야 한다. 《던가드》는 무기, 마법, 방어구 등 새로운 콘텐츠를 게임에 추가하고, 흡혈귀나 늑대인간이 되기로 선택한 플레이어에게 주어지는 능력을 확장한다. 또한 스카이림 본토 외부에 소울 케언(오블리비언 영역의 한 차원)과 잊힌 계곡(외딴 빙하 계곡)이라는 두 개의 새로운 탐험 지역이 추가된다. 《던가드》는 2012년 6월 26일 영어권 지역의 엑스박스 360에서, 2012년 7월 중순 유럽 국가에서 출시되었다. 2012년 8월 2일에는 디지털 유통 플랫폼 스팀을 통해 윈도우용이 출시되었다. 플레이스테이션 3의 성능 문제로 해당 플랫폼에서의 《던가드》 출시가 지연되었다. 북미에서는 2013년 2월 26일, 유럽에서는 2013년 2월 27일에 플레이스테이션 3용이 출시되었다.
《하스파이어》는 《스카이림》의 두 번째 추가 콘텐츠로, 플레이어가 집을 짓고 아이를 입양할 수 있게 해준다. 게임 세계에 플레이어가 구매할 수 있는 세 개의 대지가 추가된다. 대지를 구매하면 플레이어는 기본적인 작은 집을 짓고 방을 선택하여 추가할 수 있다. 집과 추가 시설은 목재나 점토와 같은 원자재로 지어지며, 이는 직접 수집하거나 구매할 수 있다. 플레이어는 최대 두 명의 아이를 입양하여 플레이어의 배우자와 함께 집에서 살게 할 수 있다. 《하스파이어》는 2012년 9월 4일 엑스박스 360용으로, 2012년 10월 4일 윈도우용으로 출시되었다. 이후 2013년 2월 19일 북미, 2013년 2월 20일 유럽에서 플레이스테이션 3용이 출시되었다.
《드래곤본》은 《스카이림》의 세 번째이자 마지막 추가 콘텐츠다. 이는 세계를 지배하려 했던 최초의 타락한 드래곤본인 미락을 물리치려는 플레이어 캐릭터의 노력을 다룬다. 이 추가 콘텐츠는 스카이림 북동쪽에 위치한 모로윈드 지방의 섬 솔스타임에서 진행되며, 이 섬은 추가적인 오픈 월드로 제공된다. 게임에 새로운 콘텐츠를 추가하고 플레이어가 용을 타고 다닐 수 있게 하며, 솔스타임에서 배울 수 있는 다른 함성들도 포함되어 있다. 《드래곤본》은 2012년 12월 4일 엑스박스 360용으로, 2013년 2월 5일 윈도우용으로, 2013년 2월 12일 플레이스테이션 3용으로 출시되었다.
2013년 4월, 베데스다는 자사 블로그를 통해 《스카이림》에서 "손을 떼고" 다른 프로젝트 준비에 착수할 것이라고 발표했다. 그들은 게임에 대해 "사소한 업데이트"만을 출시할 것이라고 덧붙였다.

### 크리에이션 클럽
2017년부터 2021년까지 크리에이션 클럽을 통해 "크리에이션"이라고 불리는 74개의 소규모 다운로드 콘텐츠 팩이 《스페셜 에디션》용으로 출시되었다. 이 74개의 크리에이션은 모두 2021년 《애니버서리 에디션》의 일부로 통합되었다. 74개의 크리에이션은 2021년 《엘더 스크롤스 V: 스카이림 애니버서리 업그레이드》라는 이름으로 스팀과 GOG.com에서 《스페셜 에디션》용 단일 DLC 팩으로도 별도 판매되었다. 《애니버서리 에디션》은 2022년이 되어서야 GOG.com에서 독립형 타이틀로 출시되었다.

### 커뮤니티 콘텐츠
《스카이림》에는 패키지로 제공되는 크리에이션 킷을 사용해 제작된 다양한 공식 및 팬 제작 모드(수정본의 줄임말)가 존재한다. 이러한 모드들은 넥서스 모드와 같은 파일 공유 사이트에서 무료로 배포되며, 스팀 워크샵의 통제된 콘텐츠 배포 시스템을 통해 집계된다. 모드는 게임 안정성 향상, 게임플레이 기능의 개선과 조정, 크게 향상된 시각 효과, 전면 개편된 날씨 시스템, 새로운 캐릭터와 장소, 사용자 인터페이스 업데이트 등의 기능을 포함할 수 있다.
첫 번째 《스카이림》 모드는 베데스다가 밸브와 협력하여 만든 《스페이스 코어의 몰락, Vol. 1》(The Fall of the Space Core, Vol. 1)이었다. 이 모드는 밸브의 비디오 게임 《포탈 2》에 등장하는 가상 장치인 스페이스 코어가 하늘에서 떨어져 플레이어가 회수할 수 있게 한다. 스페이스 코어는 놀런 노스가 음성을 연기한 비플레이어 캐릭터로, 스카이림 세계를 플레이어와 함께 돌아다니며 우주 관련 대사를 말한다.
《엔데랄: 질서의 파편》(Enderal: The Shards of Order)은 슈어AI가 개발한 《스카이림》의 완전 변환 모드로, 《오블리비언》용으로 개발된 《네림: 운명의 경계에서》(Nehrim: At Fate's Edge)의 후속작이다. 2016년 7월에 출시되었으며, 처음에는 독일어로만 제공되었다. 영어 버전은 2016년 8월 16일에 출시되었다. 2015년에 제작된 《포가튼 시티》라는 모드는 후에 독립형 게임으로 각색되어 2021년 PC와 콘솔로 출시되었다.
여러 《스카이림》 모드 제작자들이 나중에는 베데스다나 다른 게임 스튜디오에 고용되어 향후 프로젝트를 진행하게 되었다. 주목할 만한 초기 사례로 알렉산더 J. 벨리키가 있는데, 그는 베데스다 입사 지원을 위해 《팔스카르》 모드를 제작했다. 이 모드는 새로운 퀘스트가 있는 대규모 신규 지역을 추가했으며, 25시간의 게임플레이와 54명의 새로운 NPC를 위한 29명의 성우가 참여했다. 벨리키는 2013년 말 번지에 고용되었다. "엘리아노라"로 알려진 핀란드의 모드 개발자 엠미 윤카리는 《스페셜 에디션》용 "브리즈홈" 대체 모드를 제작했으며, 2023년에 《스타필드》의 레벨 아티스트로 고용되었다.

## 평가
| 평가 |                                                                                  |
| --- | -------------------------------------------------------------------------------- |
| 통합 점수 통합사 점수 메타크리틱 (X360) 96/100 [ 96 ] (PC) 94/100 [ 97 ] (PS3) 92/100 [ 98 ] (XONE) 82/100 [ 99 ] (PS4) 81/100 [ 100 ] (PC:HD) 74/100 [ 101 ] 평론 점수 평론사 점수 올게임 [ 102 ] [ 103 ] [ 104 ] 패미츠 40/40 [ 105 ] 게임 인포머 9.5/10 [ 18 ] 게임스팟 9/10 [ 106 ] 게임트레일러스 9.3/10 [ 107 ] IGN 9.5/10 [ 108 ] OPM (UK) 7/10 [ 109 ] PC 게이머 (UK) 94% [ 110 ] 엑스플레이 [ 111 ] Wired 10/10 [ 112 ] |                                                                                  |
| 통합 점수 |                                                                                  |
| 통합사 | 점수                                                                             |
| 메타크리틱 | (X360) 96/100 (PC) 94/100 (PS3) 92/100 (XONE) 82/100 (PS4) 81/100 (PC:HD) 74/100 |
| 평론 점수 |                                                                                  |
| 평론사 | 점수                                                                             |
| 올게임 | [ 102 ] [ 103 ] [ 104 ]                                                          |
| 패미츠 | 40/40                                                                            |
| 게임 인포머 | 9.5/10                                                                           |
| 게임스팟 | 9/10                                                                             |
| 게임트레일러스 | 9.3/10                                                                           |
| IGN | 9.5/10                                                                           |
| OPM (UK) | 7/10                                                                             |
| PC 게이머 (UK) | 94%                                                                              |
| 엑스플레이 | [ 111 ]                                                                          |
| Wired | 10/10                                                                            |